# Klaudyna Grimaldi
Klaudyna Grimaldi (ur. 1451, zm. 19 listopada 1515) – seniorka Monako w latach 1457–1458, córka seniora Monako Catalana Grimaldiego i Blanki del Carretto.
W lipcu 1457, w wieku sześciu lat, Klaudyna została władczynią Monako. Zgodnie z testamentem ojca jej opiekunką została babka ze strony ojca, Pomelline Fregoso. Miała ona pełnić regencję do osiągnięcia przez Klaudynę pełnoletniości. 
Catalan Grimaldi przed śmiercią wybrał kandydata na męża dla córki. Został nim daleki kuzyn Lambert Grimaldi (1420–1494), syn Mikołaja I Grimaldi (1370–1452), seniora d’Antibes. Lambert przybył do Monako i 20 października 1457 zawarł układ z Pomelline. Potwierdziła w nim plan małżeństwa z jej wnuczką oraz objęcie senioratu. W rzeczywistości była ona z Lambertem skłócona – prawdopodobnie planowała go zgładzić, ale spisek się nie udał. Mieszkańcy Monako popierali Lamberta i złożyli mu 16 marca 1458 przysięgę wierności. Od tego dnia zaczął być samodzielnym seniorem. Pomelline uciekła do Mentonu.

## Rodzina
29 sierpnia 1465 odbył się ślub czternastoletniej Klaudyny z czterdziestopięcioletnim Lambertem Grimaldim. Małżeństwo okazało się zgodne i długotrwałe. Mieli czternaścioro dzieci (ośmiu chłopców), w tym:
- Cezaryna, poślubiona Karolowi, markizowi de Ceva
- Izabela, poślubiona w 1519 Antoniemu Châteauneuf-Randon
- Jan II (ur. 1468, zm. 11 października 1505), senior Monako
- Lucjan (ur. 1481, zm. 22 sierpnia 1523), senior Monako
- Augustyn (ur. 1483, zm. 12 kwietnia 1532), biskup Grasse, senior Monako
- Blanka, poślubiona 10 października 1501 Honoriuszowi de Villeneuve, baronowi de Tourette
- Filibert, proboszcz kościoła w Nicei
- Franciszka, poślubiona Łukaszowi Doria
- Ludwik, kawaler maltański.